# Filoces
Filoces fue el prefecto y general de Filipo V de Macedonia en la isla griega de Eubea. En 200 a. C. Filipo le ordenó arrasar todo el Ática con 2.000 infantes y 200 hombres a caballo. Según Polibio la devastación que provocó Filoces en el Ática, fue la peor desde la segunda guerra médica. En 197 a. C. fue enviado para liberar la ciudad de Eretria, pero fue detenido por las legiones de la República romana que asediaban la ciudad en ese momento. Después le otorgaron el mando sobre 1.500 hombres que fueron a Acaya y liberaron Corintio y consiguieron la rendición de la ciudad de Argos. Filoces luego cedió Argos a Nabis de Esparta como premio por la alianza de Esparta y Macedonia. Filoces era el general de la guarnición macedonia en Argos antes de que fuera ofrecida a Esparta y cuando Nabis traicionó a los macedonios y se alió con los romanos, Filoces se ofreció para rendirse y entregó la ciudad de Argos a los romanos. Filoces rindió la ciudad y luego se le dio permiso para volver a Macedonia. Esta es la última vez que es mencionado.